# Hadena verruca
Hadena verruca är en fjärilsart som beskrevs av Dyar 1914. Hadena verruca ingår i släktet Hadena och familjen nattflyn. Inga underarter finns listade i Catalogue of Life.